# アルタバノス2世
- アルタバヌス2世

アルタバノス2世（Artabanus II、? - 38年、在位：西暦10年頃 - 西暦38年）はアルサケス朝パルティアの王（諸王の王、バシレウス・バシレオン）。アトロパテネ王国の王であったが、母がアルサケス氏族出身であったことから反ヴォノネス1世の機運で盛り上がる貴族達によって擁立され王となった。

## 来歴

### ヴォノネス1世との戦い
カルマニア（現ケルマーン）とヒルカニアの総督であった父と、アルサケス氏族の王女との間に生まれ、パルティアの従属王国であったアトロパテネの王となった。フラーテス4世の暗殺、フラーテス5世の追放、そしてオロデス3世の暗殺という短期間に続いた王位の混乱の後バビロニアの反オロデス3世派によってローマ帰りの王子ヴォノネス1世が擁立されパルティア王となると、ヴォノネス1世の親ローマ、親ギリシア人ポリスの姿勢はパルティアの大貴族から激しい反発を買っていた。こうした状況の中でアルタバノス2世は反ヴォノネス1世派の支持の下でヴォノネス1世に対して反乱を起こした。
西暦10年にはパルティア王を名乗り、パルティアに2人の王が並び立つ状態となった。アルタバノス2世とヴォノネス1世の戦いは、当初ヴォノネス1世側が有利であったが、中央アジアの遊牧民の支持を得たアルタバノス2世が次第に巻き返し、西暦12年にはヴォノネス1世を追放することに成功した。しかしヴォノネス1世はアルメニア王国へ逃れてその王となったため、アルタバノス2世はアルメニアに圧力をかけてヴォノネス1世を追放させた。その後アルメニア王国の王位にはポントスの王子ゼノンを付けることになった。
ヴォノネス1世はローマ領へと逃れたが、アルタバノス2世はローマ皇帝ティベリウスと協定を結んでヴォノネス1世の政治活動を封じた。一方ヴォノネス1世との内戦の最中、バビロニアで独立勢力を築いたアニラエウスらにはその地位を正式なものとして認め、一方で潜在的脅威であった領土内のギリシア人ポリスの自治権削減を追求して国内統治体制を固めた。

### アルメニア継承問題とローマの介入
アルメニア王ゼノンが死去するとアルメニアに自分の息子アルサケスを派遣して王位につかせた。この処置はアルメニアの有力者達の反発を買い、アルメニアの反パルティア派はローマの支援を求めた。ローマはイベリア王国を炊きつけてアルメニアを攻撃させ、アルサケスを殺害した他、アラン族も扇動してパルティアに侵入させた。更にローマの将軍ルキウス・ウィテッリウスの政治工作の結果、西部領土（特にギリシア人やバビロニア人の間で）反アルタバノス2世の機運が高まった。ローマはフラーテス4世の時代に人質として送られていたヴォノネス1世の弟の息子ティリダテス3世を派遣し、彼はローマの支持の下でパルティア王を名乗った（西暦35年）。このためアルタバノス2世はヒルカニアへと落ち延びた。
こうして再び誕生した親ローマの風潮は、当然の如くパルティアの貴族達にとっては警戒すべきものであった。大貴族の1つダハェはアルタバノス2世に軍事援助を行った。これによってアルタバノス2世は勢力を盛り返し、再び西部領土に向かい、西暦36年にティリダテス3世を追放して西部領土を回復し、ローマと協定を結んで国境に一応の安定を齎した。

### 廃位と復位
しかし、アルタバノス2世がこの成功によって強大化すると、今度は貴族達と対立するようになった。そしてアルタバノス2世は廃位され、キンナムスが王位についた。アルタバノス2世は従属王国の1つアディアベネ王国に逃れた。その後アディアベネ王イザテス2世の支援で復位したが、復位後間もなく死去した。その後ゴタルゼス2世が即位したが、彼はギューの息子とされアルタバノス2世の血縁関係は明らかではない。